# Vittorio Veneto
Vittorio Veneto je italijansko mesto v pokrajini  Treviso, v italijanski deželi Benečija, v severovzhodnem delu apeninskega polotoka, med rekama Piave in Livenza.
V mestu je sedež istoimenske občine z okoli 30.000 prebivalci in rimskokatoliške škofije.

## Ime
Mesto je nastalo z združitvijo dveh nekdanjih komun, Cèneda in Serravalle, ki sta se leta 1866 združili v eno občino in poimenovali Vittorio po italijanskem kralju  Viktorju Emanuelu II.. Bitka, ki se je odvijala novembra 1918, je postala splošno znana kot Bitka za Vittorio Veneto in ime mesta je bilo uradno spremenjeno v Vittorio Veneto julija 1923. 

## Geografija
Reka Meschio teče po dolini Lapisina, nekaj kilometrov severno od mesta. Severno od Vittoria Veneta so strme gore, vključno z veličastnim Col Visentinom. Na vzhodu je državni park in gozd Cansiglio z vrhom Monte Pizzocu; na zahodu je hribovska regijo z Valdobbiadenom, kjer proizvajajo vino prosecco; na jugu pa je trgovsko mesto Conegliano.

## Zgodovina

### Antično obdobje
Območje so v antičnih časih zasedali Severnojadranski Veneti in morda Kelti. Pogansko svetišče na Monte Altareju so uporabljali Veneti, Kelti in Rimljani.
Cesar Avgust je v prvem stoletju pred našim štetjem ustanovil Castrum Cenetense ob vznožju pomembnega prelaza proti severu proti Bellunumu, kar je sedaj srce Serravalle, za obrambo Opitergiuma (danes Oderzo) in beneške ravnine na jugu. V neposredni bližini južnega castruma je nastalo naselje, imenovano vicus, kar je zdaj Ceneda in Meschio. Čeprav njegov natančen položaj ni bil določen, Via Claudia Augusta teče severno od Via Postumia, mimo rimskega castruma in vicusa na njegovi vzhodni strani. Obstajajo dokazi o tipičnih rimskih zemljiščih (centuratio) s cardines – cesto povezana s sedanjo Via Rizzera in Via Cal Alta (v občini Cappella Maggiore) in dekumanusom, identificiranim z Va Cal de Livera.  To pomeni, da je Ceneta v rimskem obdobju postala več kot le vicus.

### Pozna antika
Starodavna cerkev Sant'Andrea v Bigonzu na severovzhodu mesta, na južnem koncu Serravalle, potrjuje prisotnost krščanstva na tem območju že v 4. stoletju.
Zdi se, da je cesar Honorij v zgodnjem 5. stoletju imenoval določenega Marcellusa (comes) iz Cenete. Ceneta in Serravalle sta bila med kraji v Benečiji, ki jih je opustošil Hun Atila, kasneje pa so jih preoblikovali pod vladavino Teodoredika, kralja Ostrogotov .
Bizantinski pisatelj Agathias Scholasticus in latinski pesnik Venantius Fortunatus iz bližnjega Valdobbiadena sta priči o obstoju mesta Ceneta v 6. stoletju. Agathias pripoveduje, kako je Cedena v času Justinijanove gotske vojne menjala gospodarje med Ostrogoti, Franki in Bizantinci. Po tem, ko so Bizantinci prevzeli Benečijo od Ostrogotov, so usmerili pozornost na osvajanje centralne in južne Italije. Spomladi 553, medtem ko se je Narses ukvarjal z Ostrogoti, so Franki, ki sta jih vodila brata Leutari in Buccelin, prevzela velik del Benečije in iskala zatočišče v Ceneti, ki so jo zasedli spomladi leta 554.
Langobardi so leta 568 vdrli v Italijo in Ceneda je bila nepreklicno zajeta od Bizantincev. Zdi se, da so bile družinske in vojaške kolonije Lombarde, imenovane fara, ustanovljene pri Farra d'Alpago severno od Cenede in na Farra di Soligo na zahodu. Morda je bilo tokrat ali morda še kasneje, da je bila Ceneda sedež enega od 36 langobardskih vojvod. Ti so zgradili grad, ki se danes imenuje Castello di San Martino, blizu centra Cenede na strateški gori, ki gleda na mesto. Leta 667 je vojvodstvo Ceneda zagotovo obstajalo in raslo po velikosti, ko je po besedah Pavla Diakona pridobilo nekaj ozemlja Oderze po uničenju tega mesta s strani langobardov. 
Langobardski kralj Grimoald I. je leta 685 organiziral Cenedo v cerkveno škofijo in ji dodelil velik del ozemlja, ki je bilo pod skrbjo zatirane škofije Oderza. Škofija Ceneda je bila pod upravo oglejske patriarhije. Ob vznožju istega hriba, na katerem je bil zgrajen vojvodski grad, je bila zgrajena stolnica. Sveti Tizian, škof Oderza, ki je v sedanji stolnici kot relikvija, je bil imenovan za so-patrona škofije skupaj s svetim Avgustom, mučenikom iz Serravalle.

### Karolinško obdobje
S porazom Langobardov leta 774 je Ceneda vstopila v frankovsko obdobje. Zdi se, da je vojvoda Cenede ostal zvest Karlu Velikem, čeprav so se langobardski vojvode Čedada, Trevisa in Vicenze upirali v naslednjih letih.

### Srednji vek
Sveti rimski cesar Oton III. je leta 994 umestil škofa Cenede z naslovom in prerogativom grofa in vladarja posvetnega gospodarja mesta. Burni časi so bili v 12., 13. in delu 14. stoletja za Cenedo in Serravalle. Škof Cenede je tako sodeloval v politiki severne Italije in se celo pridružil Lombardski zvezi proti svetemu rimskemu cesarstvu. Ceneda se je srečevala tudi z grožnjami sosednjih držav in leta 1147 jo je napadla občina Treviso. Samo mediacija papeža je omogočila vračanje ukradenega, vključno z relikvijami sv. Tiziana. Leta 1174 se je v Serravalle začela vladavina družine Da Camino. Za Cenedo in Serravalle sta kasneje tekmovali družina da Romano in oglejski patriarh. Leta 1328 je območje padlo v roke Scaligerijev. 
Leta 1307 je škof Francesco Ramponi na ozemlju Portobuffolé odstopil Tolberto da Camino v zameno za okrožje Tarzo (imenovan tudi Castelnuovo), v katerem so bili Corbanese, Arfanta, Colmaor in Fratta. V Fratti je bila oblast umeščena v pod-grofu škofu.

### Beneško obdobje
19. decembra 1389 je bila Ceneda mirno vključena v Beneško republiko. Njeni škofi so še vedno ohranili avtoriteto kot grofje. Vendar pa sta leta 1447 in 1514 škofa Francesco in Oliviero, odstopila Republiki pravico do civilnih umestitve na ozemlju Cenede, pri čemer sta si zase in njune naslednike pridržala oblast nad samo občino in nekaj vil. Republika je leta 1768 dokončno preklicala privilegije Cenedinih škofov kot grofov.
Pod beneško vlado se je mestni razvoj Cenede osredotočil na stolnico, medtem ko je ostala občina ostala v prvi vrsti kmetijska, razpršena na daleč ali široko ali včasih organizirana v majhnih grozdih. Serravalle, ki je leta 1337 padel pod beneško vladavino, se je pod Serenissimo razvil bolj, celo Ceneda se je zamahnila v gospodarskem in urbanem smislu.
Leta 1411 je madžarska vojska pod vodstvom Pippa Spana napadla Cenedo in uničila episkopalne arhive. Oba, Ceneda in Serravalle, sta trpela med vojno Kambrejske lige.
Značilna judovska skupnost je v Cenedi v celotnem beneškem obdobju rasla. Lorenzo da Ponte, Mozartov libretist, je bil judovski rojak iz Cenede, ki ga je škof krstil v rimokatoličana.

### Napoleonska doba
Marca 1797 je francoska vojska pod vodstvom maršala Massena vstopila v mesto, in končala se je beneška oblast. S pogodbo iz Campoformia je območje prešlo pod vlado Svetega rimskega cesarstva. Od leta 1805 do leta 1814 sta bili Ceneda in Serravalle vključena v Napoleonovo kraljestvo.

### Avstrijska doba
Po padcu Napoleona je območje z ostalo Benečijo padlo pod Avstrijsko cesarstvo.

### Italijanska doba
22. novembra 1866, kmalu po tem, ko se je Benečija priključila Kraljevini Italiji, sta bila Ceneda in Serravalle združena v eno občino, imenovano po italijanskem kralju Viktorju Emanuelu.
Med prvo svetovno vojno so Vittorio zasedle avstro-ogrske sile. Oktobra 1918 je bil kraj zadnje bitke med Italijo in Avstro-Ogrsko med prvo svetovno vojno. To je pripeljalo do zmage Italije nad Avstro-Ogrskim cesarstvom (premirje iz vile Giusti), ki je obveljalo 4. novembra 1918 .
Beseda "Veneto" je bila leta 1923 dodana k imenu mesta. Kasneje so bile številne ulice v drugih delih Italije poimenovane Via Vittorio Veneto.

## Muzej Baco da Seta
V nekdanji Filandi v kraju San Giacomo di Veglia so v muzeju rastavljeni dokumenti, instrumenti, oprema, publikacije, filmi in časopisne fotografije, eden od glavnih gospodarskih virov, prisotnih v Vittorio Veneto od konca 18. stoletja do prvih desetletij 20. stoletja in obdelava sviloprejk.

## Pobratena mesta
- São Caetano do Sul, Brazilija, od 1984
- Finale Ligure, Italija, od 1998
- Criciuma, Brazilija, od 2000